# Éfeso
Éfeso (en griego: Έφεσος, romanizado: Ephesos; en latín: Ephesus; en turco: Efes) fue en la Antigüedad una localidad de Asia Menor, en la actual Turquía. Fue una de las doce ciudades jónicas a orillas del mar Egeo, situada entre el extremo norte de Panayr Dağ (el antiguo monte Pion) y la desembocadura del río Caístro y tenía un puerto llamado Panormo. Al este se hallaban la colina de Ayasoluk, con el valle a sus pies, y la ciudad actual de Selçuk, cerca del mar, el monte Pion y el monte Coreso (actual Bulbul Dagh), en cuya parte baja se encontraba la ciudad antigua. Ha sido inscrito por la Unesco como Patrimonio de la Humanidad desde 2015.
Fue un importante centro religioso, cultural y comercial. Actualmente sus ruinas constituyen una atracción turística importante.

## Toponimia
Estrabón menciona el mito de que a Éfeso durante un tiempo se la llamó Esmirna por una amazona. Plinio el Viejo indica, además de este, otros nombres que se le habían dado antes de llamarse Éfeso: Álope, Traquia, Ortigia, Amorges, Hemonio y Ptelea.

## Población
Parte del trazado original de esta famosa ciudad de la antigüedad está ocupado por la pequeña villa de Ayasaluk, cuyo nombre se cree que es la corrupción del griego hagios theologos, es decir, «el santo teólogo».
Gentilicio: efesio-a.

## Economía
La actividad económica de Éfeso se centra fundamentalmente en el turismo que atraen las notables ruinas grecorromanas de la ciudad antigua, y los restos paleocristianos y bizantinos, que atraen igualmente a muchos peregrinos. Si bien en la antigüedad clásica Éfeso fue una importante ciudad portuaria, desde el siglo V en adelante, debido al mar, sufrió, por procesos de sedimentación y erosión, un fuerte retroceso que lo ha alejado de la actual línea de la costa, por lo que su puerto fue abandonado hace mucho.

## Historia

### Fundación
Se ha identificado a Éfeso como la ciudad de Apasa o Abasa, mencionada por los hititas como la capital del reino de Arzawa. También se ha encontrado cerámica micénica.
Ferécides (citado por Estrabón) atribuye la fundación de Éfeso a colonos jonios dirigidos por Androclo, hijo del rey ateniense Codro, que expulsaron a los léleges y carios que habitaban la región. Androclo también ocupó la isla de Samos y otras islas vecinas que pasaron a estar bajo el dominio de Éfeso durante un breve periodo. Una leyenda, en cambio, atribuye la fundación a las Amazonas. Se contaba que la amazona Esmirna se había apoderado de la ciudad y que por ella durante un tiempo se llamó Esmirna a Éfeso. De hecho, Estrabón cuenta que la destacada ciudad de Esmirna había sido fundada por una expedición que partió de Éfeso. Otra leyenda indicaba que el santuario de Artemisa había sido fundado por el autóctono Coreso y por un hijo del dios-río Caístro llamado Éfeso, del cual habría tomado su nombre la ciudad.

### Periodos arcaico y clásico

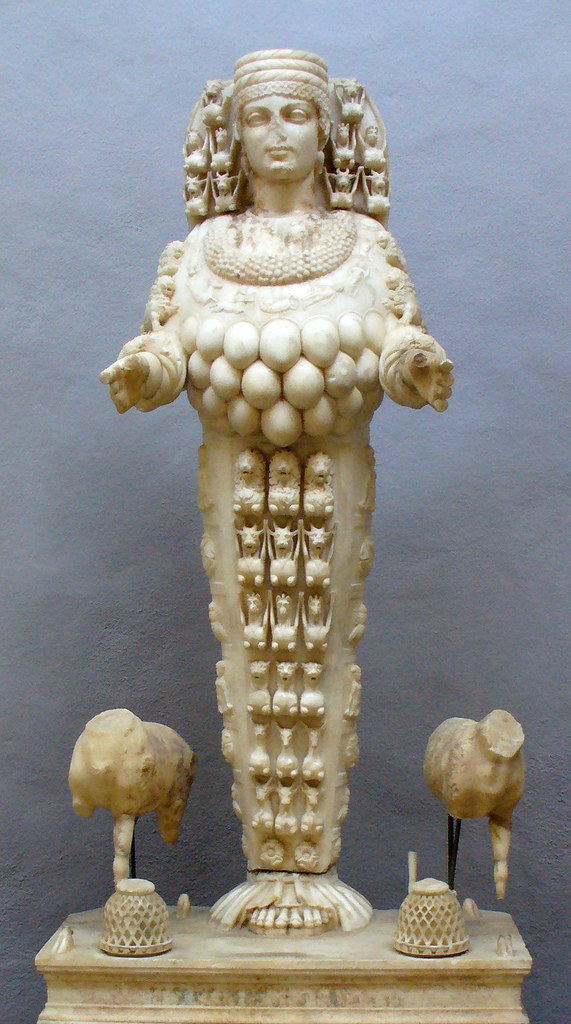
Representación de la Artemisa efesia, llamada polimastia, es decir, de múltiples pechos. Copia romana de la estatua del templo de Éfeso, Museo Arqueológico de Éfeso, Selçuk.

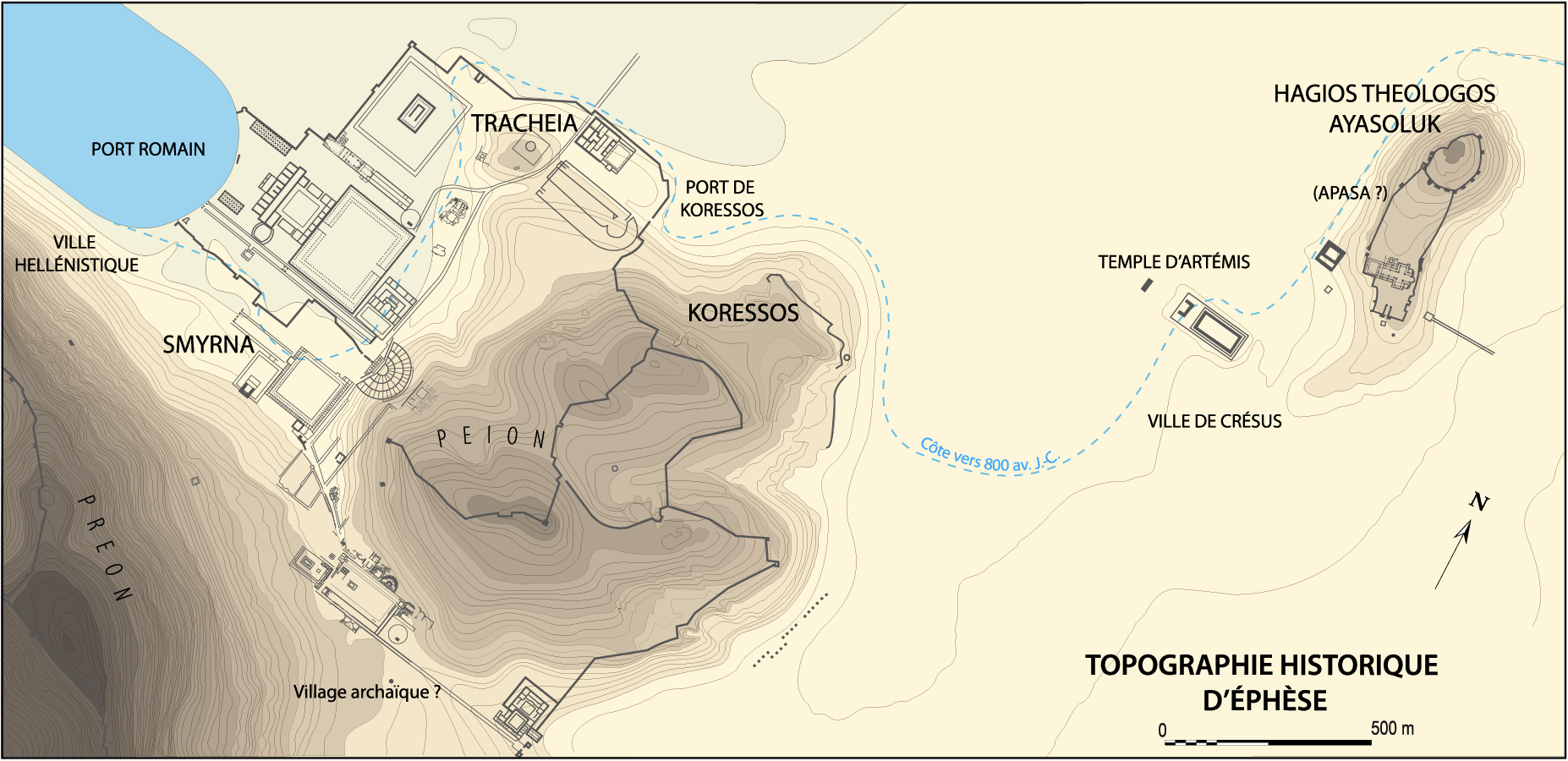
Topografía histórica de Éfeso, donde se aprecia la línea discontinua azul que representa el lugar donde debía llegar el mar en torno al año 800 a. C., que con el transcurso de los siglos fue retrocediendo a causa de los sedimentos del río Caistro.

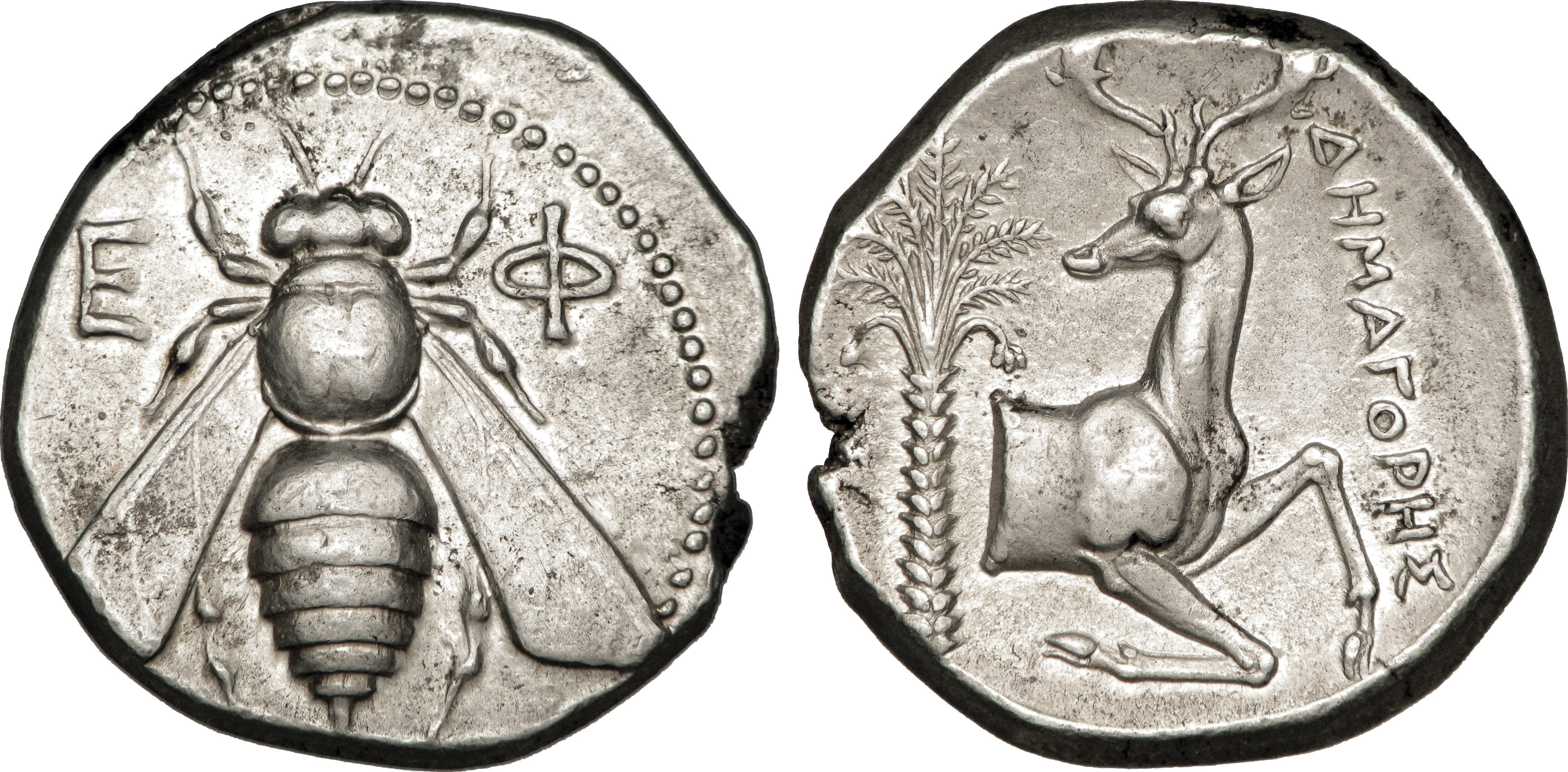
Tetradracma de Éfeso.

La primera noticia cierta que se tiene de la ciudad es una guerra con los magnesios (los habitantes de Magnesia del Meandro) en la que vencieron los magnesios.
En el siglo VII a. C. los cimerios invadieron el Asia Menor en el reinado del rey de Lidia Ardis. Subieron por el valle del Caistro y debieron llegar a Éfeso, pero nada se sabe de los daños que causaron a la ciudad. En estos ataques fue destruida Magnesia.
En el siglo VI a. C., el rey de Lidia Creso sometió a los jonios y eolios de Asia Menor. Éfeso fue la primera ciudad asediada por este rey. Heródoto narra que los asediados dedicaron sus oraciones a Artemisa y unieron el templo y la ciudad mediante una soga.
A fines del siglo VI a. C. pertenecía a Persia.
En 499 a. C., durante la revuelta jónica, cuando los atenienses y los eretrios juntamente con los jonios marcharon contra Sardes, desembarcaron en Éfeso y dejaron los barcos en el cabo Coreso. Gente de la ciudad les guiaron por el valle del Caístro hasta el monte Tmolo. Sardes fue incendiada y se retiraron, pero fueron perseguidos hasta Éfeso, donde fueron derrotados por los persas. En 494 a. C. tras la Batalla naval de Lade algunos combatientes de Quíos perseguidos se replegaron a Mícala y fueron de noche a Éfeso cuando se estaba celebrando la fiesta de las Tesmoforias. Allí los ciudadanos, que desconocían lo que había pasado, les atacaron pensando que eran ladrones, y mataron a unos cuantos. Jerjes I incendió algunos templos de ciudades jónicas, pero al de Éfeso no le pasó nada.
Durante la primera parte de la guerra del Peloponeso perteneció a la Liga de Delos, puesto que aparece en los registros de tributos a Atenas entre los años 454/3 y 415 a. C. donde llegó a pagar un phoros de 7,5 talentos. Sin embargo, durante la parte final de esta guerra fue una de las ciudades de Jonia que se rebelaron contra Atenas. Casi al final de la guerra, el comandante ateniense Trasilo, que hacía una expedición de saqueo, desembarcó en Éfeso; el sátrapa persa Tisafernes reunió un ejército y, con ayuda de naves procedentes de las ciudades sicilianas de Siracusa y Selinunte, pudo evitar el saqueo de la ciudad derrotando a los atenienses. Los efesios, agradecidos, honraron a los siracusanos y selinuntios e incluso otorgaron el derecho de ciudadanía a los habitantes de Selinunte que quisieran vivir en Éfeso, puesto que su ciudad había sido destruida por Cartago en el 409 a. C.
Lisandro, el jefe de la flota espartana, llegó con una poderosa flota a Éfeso en 407 a. C. El ateniense Antíoco, que estaba en la batalla de Notio como comandante de Alcibíades, se enfrentó con él, pero el espartano obtuvo la victoria.
Después de la batalla de Egospótamos, los efesios dedicaron una estatua a Lisandro (y otros espartanos menos conocidos) en el templo de Artemisa. Pero después de la victoria de Conón en la batalla de Cnido fueron sustituidas por estatuas de Conón y Timoteo.
Cuando en el año 334 a. C. llegó a Éfeso Alejandro Magno, estaba en manos de los persas. Este suprimió el sistema oligárquico que imperaba en la ciudad e instauró una democracia. También realizó un sacrificio en honor de Artemisa y decretó que los impuestos que antes se pagaban a los persas, fueran depositados a partir de entonces en el templo de Artemisa.

### Período helenístico
Lisímaco de Tracia construyó las murallas cerca de la ciudad en un nuevo emplazamiento más favorable, a 2 km al este del templo de Artemisa en el 289-288 a. C., según se ha deducido a partir de un decreto de Mileto, y como los efesios no querían cambiar sus emplazamientos hacia el lugar de las murallas, inundó la ciudad cerrando las salidas del agua un día de mucha lluvia, y así la ciudad vieja fue arrasada. A la nueva ciudad fueron llevados también ciudadanos de Colofón y Lébedos.
Después de la muerte de Lisímaco, Éfeso estuvo bajo el dominio del Imperio Seleúcida y después pasó a control del Egipto Ptolemaico.
Volvió a ser controlado por el Imperio Seleúcida en la época de Antíoco III el Grande, que pasó el invierno de 197/6 a. C. en la ciudad. Allí recibió al general cartaginés Aníbal. Durante la guerra romano-siria, en el año 190 a. C. la flota seléucida se enfrentó a la romana cerca de Córico o Mioneso, donde el almirante seléucida Polixénidas fue derrotado y se tuvo que refugiar en Éfeso. Después de la batalla de Magnesia del Sípilo, Éfeso fue entregada a los romanos. Después de la guerra se firmó la paz de Apamea en la que los romanos dieron la ciudad a Eumenes II de Pérgamo (188 a. C.), así como otras ciudades y comarcas.
En 133 a. C., Atalo III murió y dejó sus dominios a Roma, pero Aristónico, hijo del rey Eumenes II de Pérgamo y de una mujer de Éfeso, se rebeló y quiso ocupar el reino. Éfeso le hizo frente y le derrotó en una batalla naval cerca de Cime. Se creó la provincia de Asia de la que Éfeso fue la capital y residencia del gobernador, y también fue cabecera de un convento jurídico, al que acudían los cesarientes, metropolitas, cilbianos de arriba y de abajo, misomacedones, mastaurenses, briulitas, hipepenos y dioshieritas.
Cuando Mitridates invadió Jonia en el año 88 a. C. fue bien recibido en Éfeso y se tiraron las estatuas de los romanos. Mitrídates ordenó la masacre general de los romanos, y los efesios cumplieron la orden sin respetar ni siquiera a los que se refugiaron en el templo de Artemisa, a los que mataron. Mitrídates se casó con Monime, la hija de Filopemen, en la ciudad de Estratonicea de Caria, y nombró a este como gobernador de Éfeso. Pronto los efesios se rebelaron y mataron al general póntico Zenobio, el mismo que había deportado a la gente de Quíos. Sila, después de derrotar a Mitrídates, castigó a Éfeso, a la que impuso una dura contribución.
Éfeso después de eso ya no tuvo autonomía real. Era un puerto de los romanos. Después de Farsalia, Metelo Escipión, que estaba en Éfeso, quiso el dinero del templo, pero fue llamado por Pompeyo para unirse a él en el Epiro.
Después de la derrota de Bruto y Casio en Filipos, Marco Antonio visitó Éfeso e hizo sacrificios a la diosa y perdonó a los partidarios de los derrotados que se habían refugiado en el templo (todos menos dos) y exigió a los efesios el tributo de 10 años en un solo año (Éfeso había dado en dos años los tributos de 10 años a Bruto y Casio). Los efesios pidieron perdón y explicaron que habían estado obligados a dar los tributos y ya no les quedaba nada y entonces Antonio aceptó los impuestos de 9 años a pagar en dos años. En el templo de Artemisa en Éfeso, Marco Antonio capturó a los hermanos de Cleopatra y los hizo matar, según Dion Casio.
Antes de la batalla de Accio la flota de Marco Antonio y Cleopatra estaba en Éfeso, donde llegó con la reina. Después de la batalla (31 a. C.), Éfeso, por sugerencia de Octavio Augusto, dedicó estatuas a Julio César.

### La ciudad bajo el imperio romano

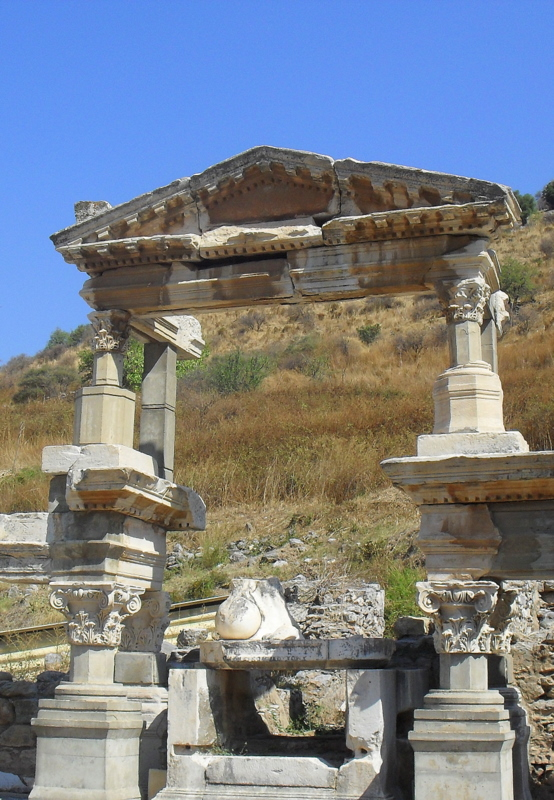
Éfeso, fuente de Trajano.

La ciudad prosperó durante el Imperio romano. En tiempos de Estrabón, su riqueza se basaba en el comercio, y toda la región hasta Capadocia estaba llena de caminos que facilitaban el intercambio comercial. Dice que había un senado dirigido por los epilectos que gobernaba la ciudad, senado que había sido instituido por Lisímaco. La ciudad tenía un grammateus, funcionario común a todas las ciudades griegas, y un arconte que cuidaba del registro de títulos.
Tiberio quiso eliminar el derecho de asilo del templo, a lo que los efesios se opusieron diciendo que había sido aceptado por persas, macedonios y romanos hasta entonces; el asilo era usado normalmente por delincuentes. El puerto se arregló en tiempos de Nerón, por obra de Barea Soranus, gobernador de Asia.
En torno a los años 114-120 se construyó la Biblioteca de Celso que, con una capacidad estimada de 12 000 volúmenes, se convirtió en una de las más grandes de su época.
En 262 d. C. la ciudad y el templo fueron asolados por los godos. El templo quedó destruido y ya no se reconstruyó, aunque se mantuvo el culto entre sus ruinas.
Desde entonces la ciudad entró en una decadencia que se acentuó por dos terremotos que se produjeron en los años 358 y 368 así como porque los sedimentos del río Caístro en el puerto y la falta de un adecuado drenaje causaban cada vez más dificultades a los barcos que llegaban al puerto.

### Éfeso y los primitivos cristianos

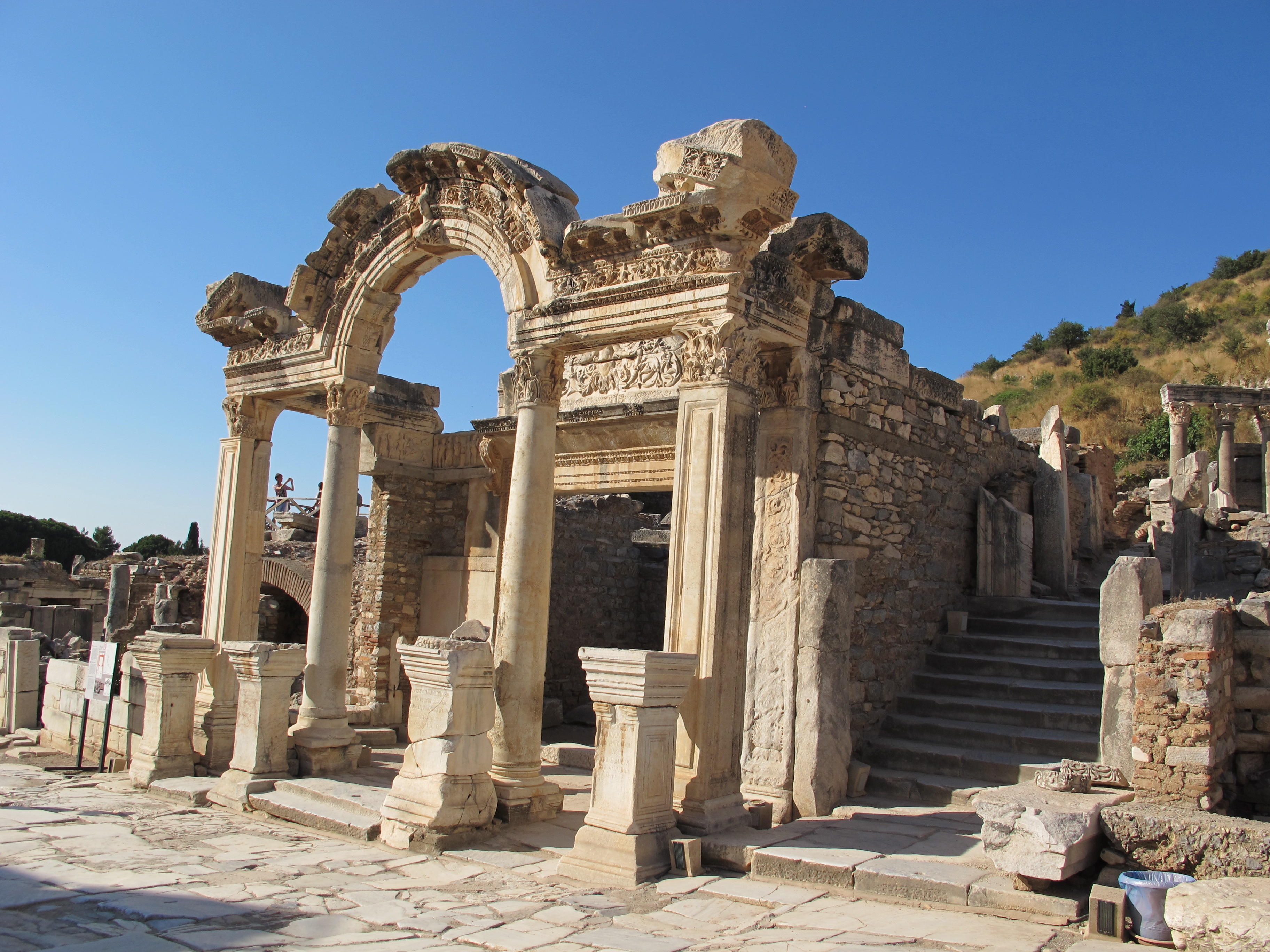
Templo de Adriano.

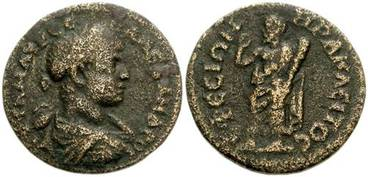
Moneda Alejandro Severo y Heráclito de Éfeso del

Pablo de Tarso permaneció tres años en Éfeso a partir del 54. En aquella época debía existir una importante comunidad judía en Éfeso que contaba con una sinagoga. Existe una cueva asociada a la predicación de Pablo en Éfeso y que fue un lugar de peregrinación para los primeros cristianos. Más tarde, también en Éfeso, sufriría cautiverio (hacia el año 57). Algunos opinan que esto debió haberse producido más tarde, aunque no después del 63. Se cree que en esa época escribió su Epístola a los filipenses, además de la epístola a los efesios.
Juan el Apóstol se trasladó a Éfeso hacia el año 62. Con la persecución del emperador Domiciano, Juan fue desterrado a la isla de Patmos y sólo pudo volver a Éfeso cuando murió Domiciano, donde siguió dirigiendo la iglesia y donde falleció pocos años después a edad muy avanzada. En el Apocalipsis, la iglesia de Éfeso es una de las siete iglesias a las que se dirigen las «cartas de Jesús».
Ignacio de Antioquía escribió también una carta a los efesios en el siglo II.
El 22 de junio de 431 se inició el tercer Concilio Ecuménico, conocido como Concilio de Éfeso, convocado por el emperador Teodosio II e impulsado por el patriarca Cirilo de Alejandría para combatir el nestorianismo. Otro concilio, acerca del monofisismo, tuvo lugar el año 449, y es conocido como Latrocinio de Éfeso puesto que el papa León I lo declaró nulo.

### Edad Media

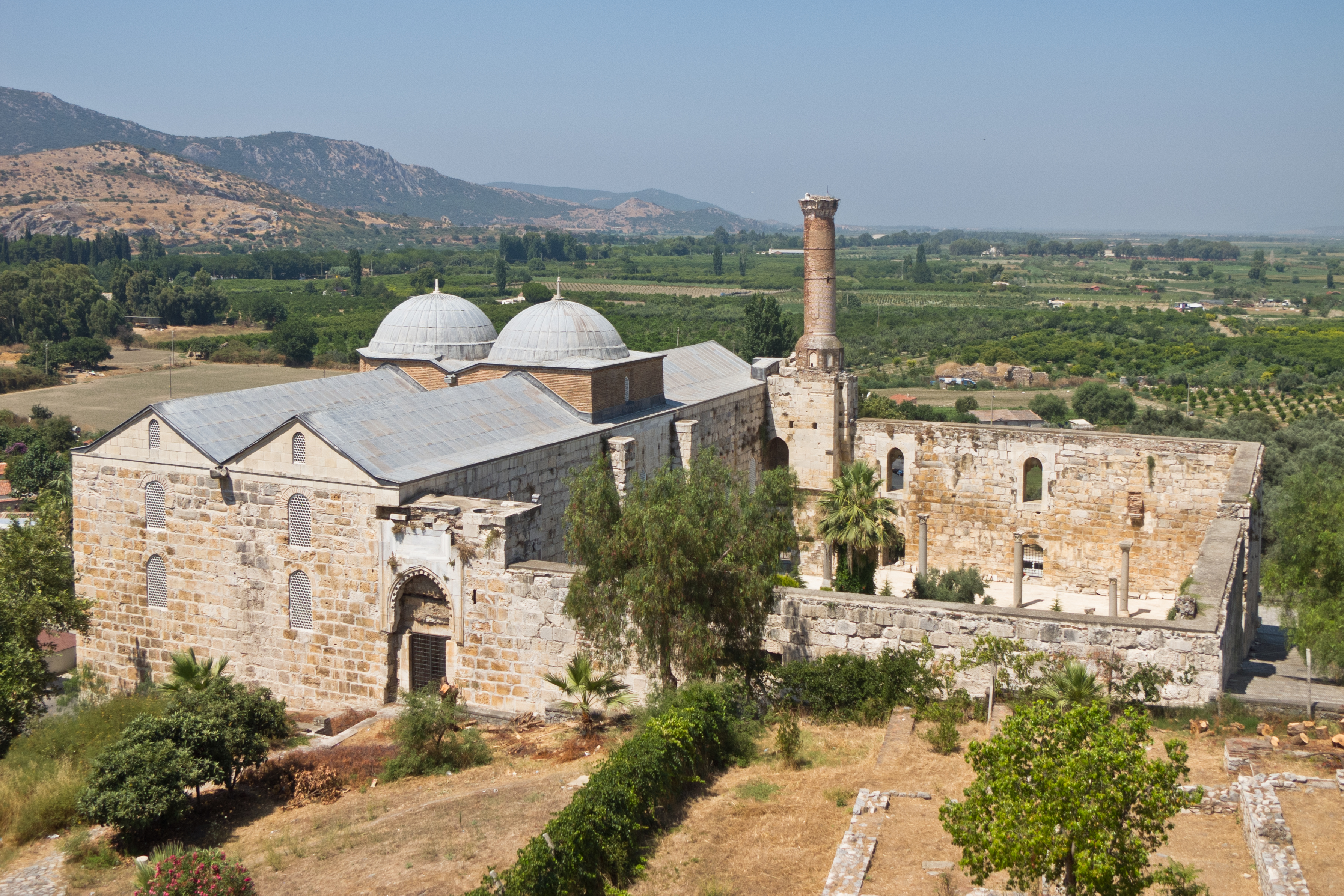
Mezquita de İsa Bey.

Durante los siglos VII y VIII, Éfeso fue permanentemente hostigada por los árabes. A la vez, la falta de drenaje de los sedimentos del puerto que ya provocaba problemas en los siglos anteriores, junto con una serie de inundaciones provocó que el puerto resultara definitivamente cegado, con lo que la ciudad fue deshabitándose de forma progresiva. En el siglo XI los turcos selyúcidas tomaron el control del lugar, que ya carecía de toda población. Otros turcos, los llamados otomanos, se apoderaron del lugar en 1304, construyeron la mezquita de İsa Bey y rebautizaron el lugar con el nombre de Ayaslug. Las tropas del turco-mongol Tamerlán (1402) arrasaron la basílica de San Juan y la mezquita, que fue reconstruida poco después.

### Redescubrimiento
En 1863 el arqueólogo John Turtle Wood inició las excavaciones en busca del templo de Artemisa, cuyos restos finalmente encontró en 1869. Los trabajos arqueológicos fueron continuados por Hogart, y luego por un equipo austriaco desde 1895, bajo la dirección de Otto Bennford. Durante los siglos XX y XXI continuaron los trabajos arqueológicos a cargo del Instituto Arqueológico Austriaco.

## Turismo
Actualmente las ruinas son visitadas principalmente por cruceros que proceden del puerto de Kuşadası, situado a 19 km. Es un sitio amplio, que no ha sido excavado todavía por completo, pero lo que se puede observar da una cierta idea de su esplendor original.

## Monumentos y lugares de interés

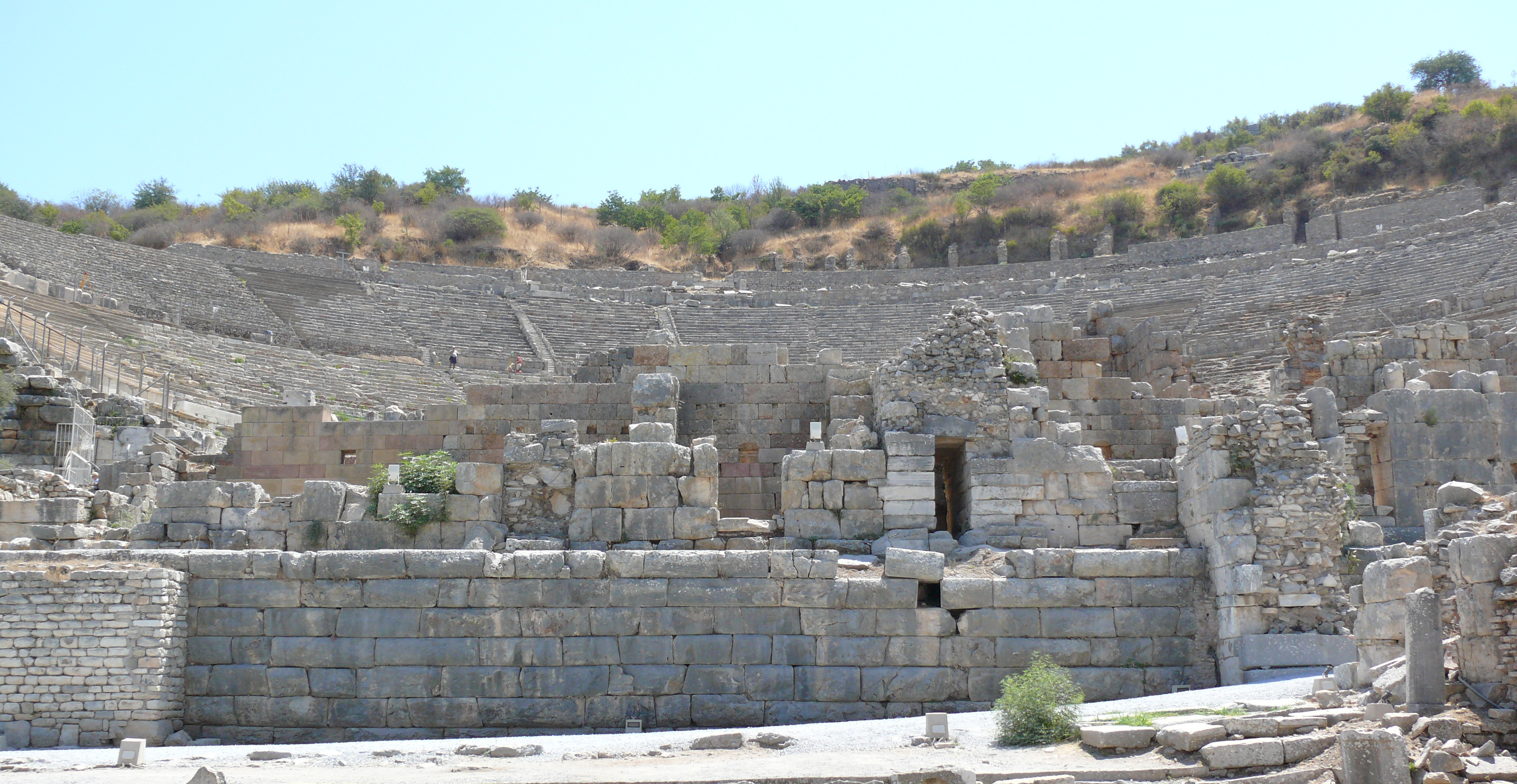
Gran teatro de Éfeso.

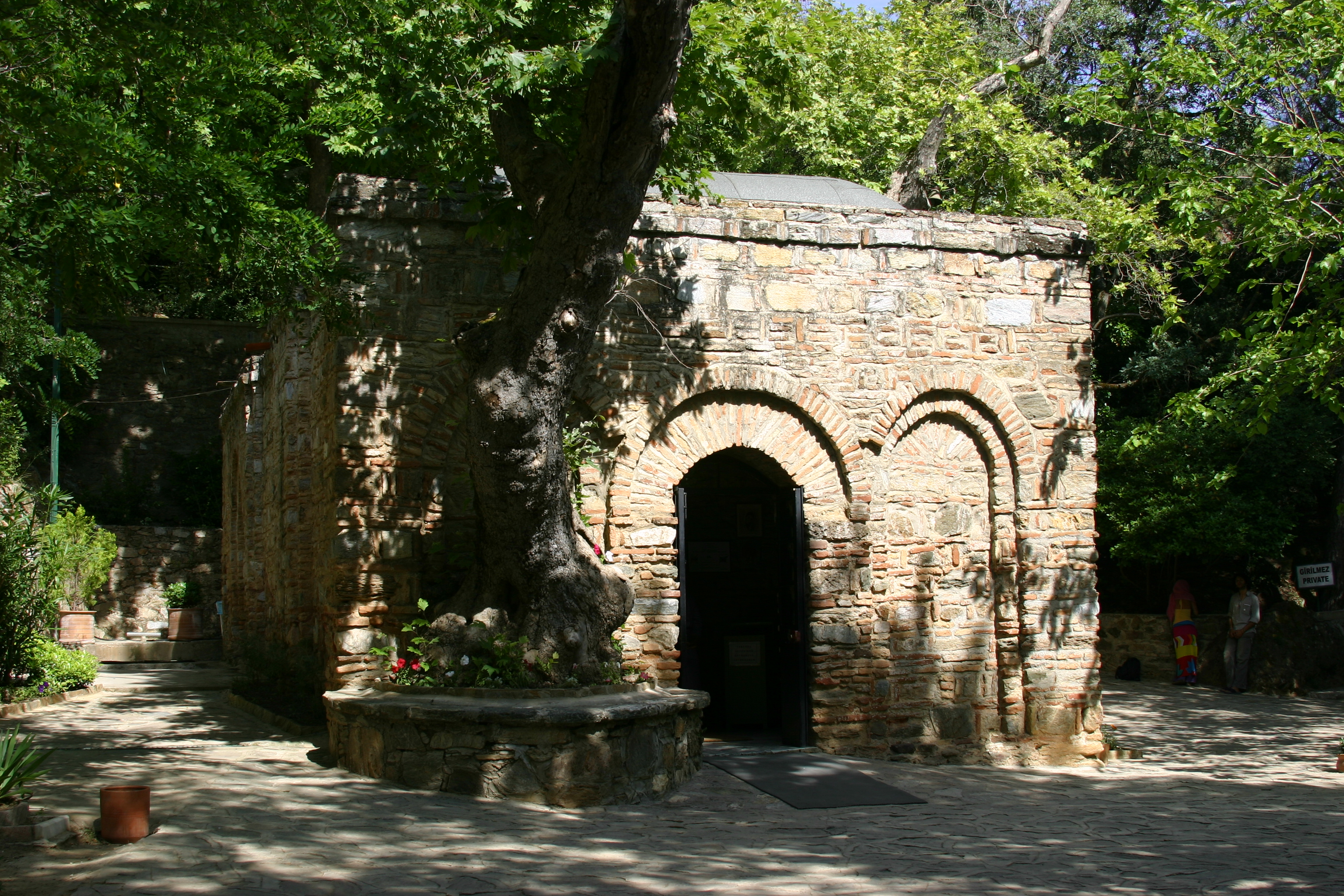
Casa de la Virgen María, cerca de Éfeso.

Los principales restos de Éfeso se distribuyen a lo largo de las vías principales de la antigua ciudad, que son la calle de los Curetes, que va desde la puerta de Heracles a la biblioteca de Celso; el camino de mármol, que se extiende desde allí hasta el teatro, y la vía Arcadia, que va desde allí hasta los baños del puerto.
Los restos más destacados son:
- El enorme teatro, ubicado en una posición muy sobresaliente dominando el paisaje sobre la calle del puerto. El mayor de su época, tenía capacidad para alrededor de 25 000 espectadores y se empleaba también para espectáculos circenses.
- El odeón, un pequeño teatro del siglo II.
- La biblioteca de Celso, construida por el cónsul Gayo Julio Aquila Polemeano, en honor a su padre, Tiberio Julio Celso Polemeano, que había ocupado diversos cargos públicos, incluido el de procónsul de Asia y cuyo sarcófago de mármol se encuentra en una cámara bajo el ábside. Su fachada fue reconstruida entre 1970 y 1978.[41] Esta biblioteca fue construida mirando hacia el este para que las salas de lectura aprovecharan mejor la luz matutina.
- La puerta de Mazeo y Mitrídates, construida en el año 40 por dos esclavos en honor a Augusto, que los había liberado.
- El ágora del estado, situada en un lugar distinto de la llamada ágora comercial.
- La fuente de Lecanio Baso, construida en los años 80-82.
- La basílica romana, del siglo I, con columnas jónicas.
- El estadio.
- El Octágono, que es una tumba que se considera de Arsínoe IV.
- El pritaneo, que era la sede de los magistrados.
- Varias termas romanas.
- Las letrinas públicas.
- El monumento a Memio, en honor del arquitecto que construyó el acueducto, del siglo I.
- El templo de Domiciano, dedicado al emperador Domiciano, del siglo I.
- La fuente de Trajano, de principios del siglo II.
- El gimnasio este, que también contaba con termas y el gimnasio de Vedio, ambos del siglo II.
- El templo de Adriano, de orden corintio, construido en el siglo II y dedicado al emperador Adriano.
- El serapeum, construido por comerciantes egipcios en el siglo II.
- El burdel, que es una casa que se supone que fue un burdel debido al hallazgo de una estatua de Príapo con un gran falo.
- La Puerta de Magnesia.
- La puerta de Heracles, que contiene relieves donde se representa al héroe, del siglo II.
- Las casas-terraza, una serie de casas adosadas, (casas adosadas y casas adosadas), donde vivían personas adineradas, decoradas con mosaicos.
- Las murallas de Lisímaco.
- La tumba de San Lucas, que es una tumba simbólica dedicada a Lucas el Evangelista.
- La Iglesia de María, del siglo V, que fue sede obispal.

En los alrededores se hallan:
- La Basílica de San Juan de Éfeso, construida en el siglo VI en el sitio donde supuestamente San Juan escribió su evangelio. Esta iglesia fue construida por Justiniano.
- La casa de la Virgen María, donde vivió la madre de Jesús, según la tradición. Es una estructura del siglo VII.
- La mezquita de İsa Bey, del siglo XIV.

### El culto de Artemisa

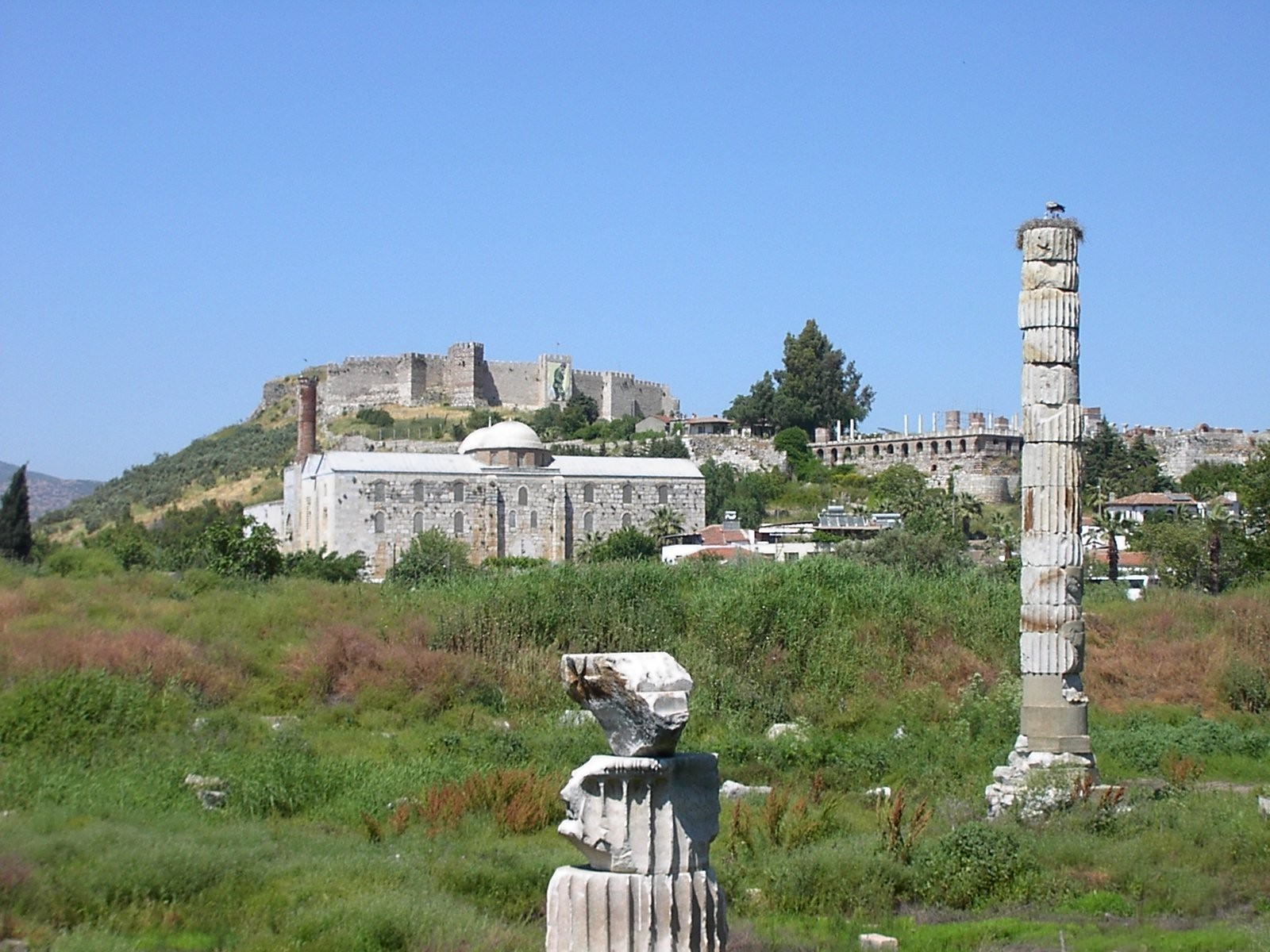
Ruinas del templo de Artemisa en Éfeso.

El templo de Artemisa en Éfeso es una de las siete maravillas del mundo antiguo y el mayor templo de la Antigüedad, con 120 columnas de 20 m de altura, de las que solo sobrevive una. En él se veneraba a la «Señora de Éfeso», una divinidad de múltiples pechos a la que los griegos identificaron como Artemisa.
Al menos desde el siglo VIII a. C., ya existió un primer templo. Después de su destrucción por los cimerios, fue reconstruido a principios del siglo VI a. C. por Quersifrón, con ayuda de Teodoro y terminado por Metágenes, hijo del primero. La estatua de la diosa era de oro. En los alrededores del templo estaba el riachuelo llamado Selinos. El culto fue llevado por los foceos a Masalia y desde allí a sus colonias.
El templo fue incendiado por Eróstrato, en el año 355 a. C. según se dice, la noche que nació Alejandro Magno, con el único propósito de ser famoso, pero fue reconstruido por un arquitecto cuyo nombre probablemente sería Dinócrates, aunque Estrabón, citando a Artemidoro, menciona el nombre de Quirócrates.
Cuando Alejandro entró en la ciudad, ofreció pagar todos los gastos de reconstrucción, pero la ciudad no lo aceptó y se limitó a poner el nombre del conquistador al templo. La reconstrucción duró 220 años, pese a que la gente de Éfeso colaboró al máximo. Fue erigido en un terreno pantanoso para protegerlo de los terremotos.
Durante el dominio romano, hubo un conflicto con motivo de la asignación al templo de Artemisa de los impuestos que producían la laguna llamada Selinusia y otra laguna unida a ella, en la desembocadura del Caístro. Los recaudadores de impuestos pretendieron privar al templo de estos impuestos, pero se envió al geógrafo Artemidoro de Éfeso como embajador a Roma y consiguió que estos ingresos pertenecieran al templo. En agradecimiento, a Artemidoro se le erigió una estatua de oro en el templo.
El templo fue saqueado y quemado por los godos en el año 262.

### Los siete durmientes de Éfeso
Éfeso es el lugar en el que transcurre la antigua leyenda de los siete durmientes de Éfeso, los cuales son considerados santos por los católicos y ortodoxos. Dicha historia cuenta que eran perseguidos por su creencia en Dios y que dormían en una cueva cerca de Éfeso durante siglos.

## Efesios ilustres

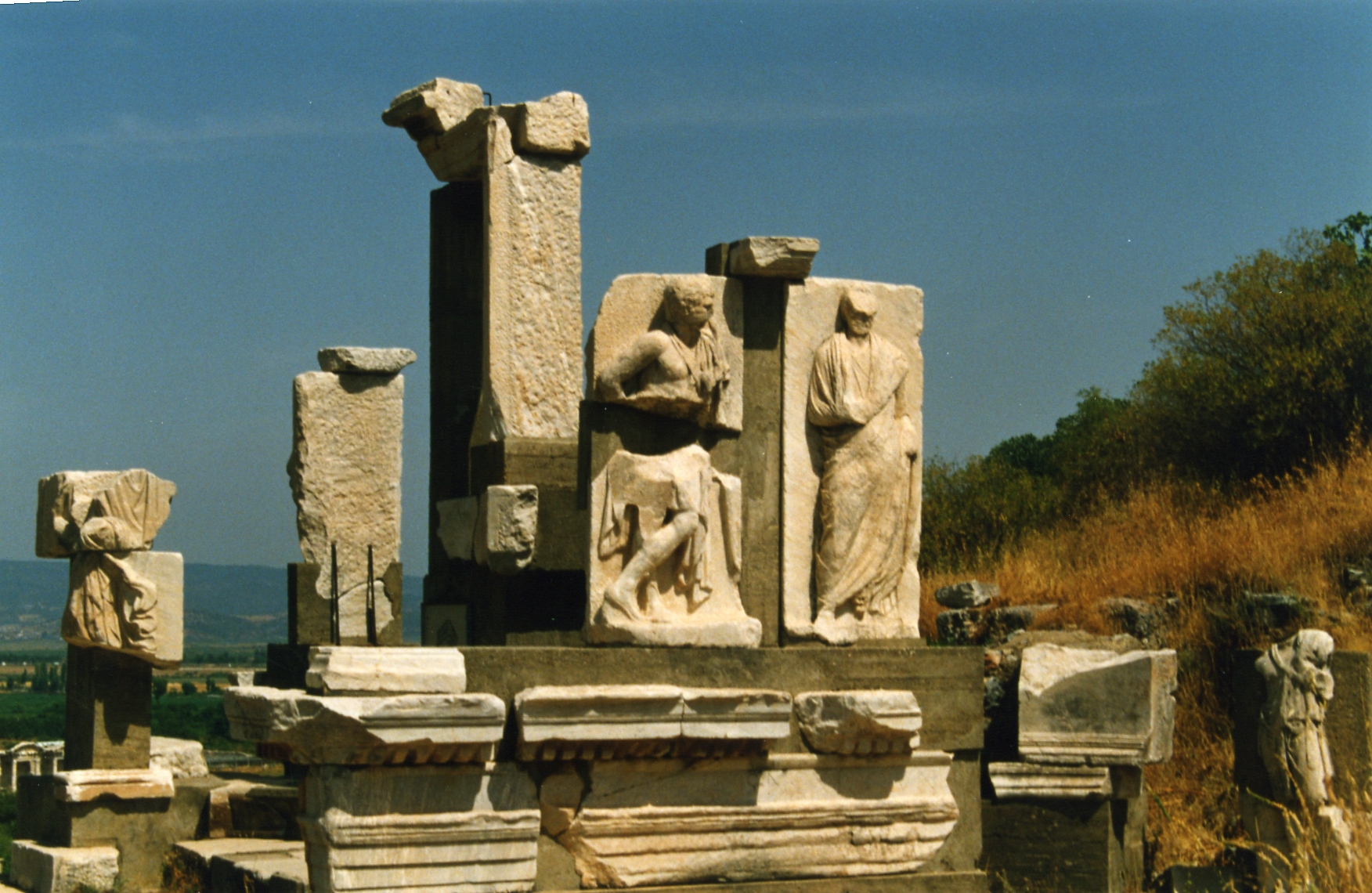
Monumento a Memmio.

Estrabón cita como personajes ilustres de Éfeso al filósofo Heráclito; el legislador Hermodoro; los pintores Parrasio de Éfeso y Apeles, y también a Alejandro Licno, de quien dice que era político, y escritor de obras de historia, astronomía y geografía, en verso.
Otros efesios de renombre fueron:
- Calino de Éfeso, poeta.
- Hiponacte, poeta.
- Heráclito, filósofo.
- Zenódoto de Éfeso, bibliotecario de Alejandría.
- Artemidoro de Éfeso, geógrafo.
- Agasio de Éfeso, escultor.
- Máximo de Éfeso, mártir.
- Jenofonte de Éfeso, novelista.